# Deflazione da debito
La deflazione da debito si verifica quando un calo generalizzato dei prezzi (deflazione) porta alla riduzione del reddito nominale.
Poiché il livello nominale di debito e i tassi di interesse rimangono invariati, la deflazione da debito porta ad un aumento dell'onere del debito reale. Ciò può portare a una spirale deflazionistica: l'aumento del debito reale provoca l'insolvenza di alcuni debitori. Ciò porta a una riduzione della domanda aggregata e quindi a un'ulteriore riduzione dei prezzi (esacerbazione della deflazione). Ciò a sua volta porta a un reddito nominale ancora più basso, e quindi a un aumento ancora maggiore dell'onere del debito reale. Ciò porta a ulteriori fallimenti e così via.
Esiste una forte validità empirica secondo cui la deflazione del debito è stata una delle principali cause della crisi economica globale.
La teoria fu sviluppata da Irving Fisher in seguito al crollo di Wall Street del 1929 e alla conseguente Grande Depressione. La teoria della deflazione del debito era familiare a John Maynard Keynes già prima della discussione di Fisher su di essa, ma egli trovò carente rispetto a quella che sarebbe diventata la sua teoria della preferenza per la liquidità. La teoria, tuttavia, ha goduto di una rinascita di interesse dagli anni '80, sia nell'economia tradizionale che nella scuola eterodossa di economia post-keynesiana, ed è stata successivamente sviluppata da economisti post-keynesiani come Hyman Minsky e dal economista mainstream Ben Bernanke.

## Irving Fisher (1933)
Basato sulla teoria quantitativa oggi ampiamente accettata, Irving Fisher sostenne nel suo saggio The Debt-Deflation Theory of Great Depression (1933) che la Grande Depressione fu causata dagli effetti della deflazione sul debito creditizio. Sottolineò che una elevata somma di debito non è dannosa in sé, ma questa può richiamare una catena di circostanze che portano alla deflazione del debito e ad una recessione:
1. I debitori cercano di diventare solventi a breve termine con vendite di emergenza (vendite a prezzi molto bassi).
2. Il rimborso dei debiti comporta una riduzione della creazione di moneta bancaria e quindi una riduzione dell'offerta di moneta.
3. Ridurre l'offerta di moneta abbassa il livello dei prezzi.
4. I prezzi in calo abbassano i valori aziendali. La solvibilità delle imprese è ridotta, il che rende difficile l'estensione o la riprogrammazione dei prestiti.
5. I profitti delle aziende stanno sprofondando.
6. Le aziende tagliano la produzione e licenziano i lavoratori.
7. Vi è una generale perdita di fiducia nella situazione economica.
8. Invece di investire denaro viene accumulato.
9. Sebbene i tassi di interesse nominali stiano diminuendo, l'onere reale degli interessi è in aumento a causa del generale calo dei prezzi.

L'esito della deflazione del debito è apparentemente paradossale: più il debito viene rimborsato, più soldi cadono (se il governo e la banca centrale intervengono in modo non reflazionante come all'inizio della Grande Depressione), più il livello dei prezzi scende, più aumenta il peso reale del rimanente onere del debito.

### Accoglienza generale iniziale
Inizialmente il lavoro di Fisher è stato ampiamente ignorato, a favore del lavoro di Keynes.
I decenni seguenti videro occasionalmente menzioni di spirali deflazionistiche dovute al debito nella teoria mainstream, in particolare ne Il grande crollo di John Kenneth Galbraith del 1954, e il ciclo del credito è stato occasionalmente citato come una delle principali cause dei cicli economici nell'era post-Seconda Guerra Mondiale, ma il debito privato è rimasto assente dai modelli macroeconomici tradizionali.
James Tobin ha citato Fisher come determinante nella sua teoria dell'instabilità economica.
La teoria della deflazione del debito è stata studiata dagli anni trenta, ma è stata in gran parte ignorata dagli economisti neoclassici e solo recentemente ha iniziato a guadagnare interesse popolare, sebbene rimanga un po' ai margini dei media statunitensi.

## Ben Bernanke (1983)
La teoria di Irving Fisher estese Ben Bernanke al "punto di credito". Se un debitore fallisce, la banca metterà all'asta la garanzia. Tuttavia, la deflazione riduce anche i prezzi di immobili, impianti e macchinari, immobili, ecc. Di conseguenza, le banche riconsidereranno i rischi dei prestiti e di conseguenza i prestiti diminuiranno. Ciò porta a una stretta creditizia, che a sua volta porta a una riduzione della domanda aggregata e quindi a un'ulteriore riduzione dei prezzi (esacerbazione della deflazione).

## Interpretazione post-keynesiana
La deflazione da debito è stata studiata e sviluppata in gran parte nella scuola post-keynesiana.
L'ipotesi di instabilità finanziaria di Hyman Minsky, sviluppata negli anni '80, integra la teoria di Fisher nel fornire una spiegazione di come si formano le bolle creditizie: l'ipotesi di instabilità finanziaria spiega come si formano le bolle, mentre la deflazione del debito spiega come queste scoppiano e i conseguenti effetti economici. Modelli matematici di deflazione del debito sono stati recentemente sviluppati anche dall'economista post-keynesiano Steve Keen.

## Validità empirica

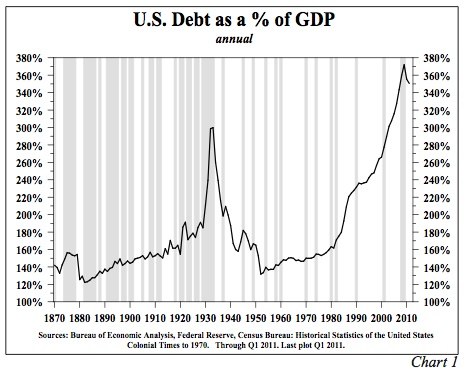
Il rapporto tra debito pubblico e privato e prodotto interno lordo degli Stati Uniti è aumentato notevolmente durante la crisi economica globale.

Esiste una forte evidenza empirica secondo cui la deflazione del debito è stata tra le cause della crisi economica globale.

## Contromisure
La politica di deflazione è raccomandata da alcune scuole economiche come soluzione al problema della deflazione del debito.
Fisher considerava la soluzione alla deflazione del debito come una reflazione - ovvero, riportando il livello dei prezzi al livello precedente alla deflazione - seguito dalla stabilità dei prezzi, che avrebbe spezzato la "spirale viziosa" della deflazione del debito. In assenza di reflazione, ha predetto la fine solo dopo "fallimento, disoccupazione e fame inutili e crudeli", seguito da una nuova sequenza boom-depressione.
I commentatori successivi non ritengono in generale che la reflazione sia sufficiente e propongono principalmente due soluzioni: la riduzione del debito - in particolare tramite l'inflazione - e lo stimolo fiscale.
La riduzione generalizzata del debito richiede un'azione del governo o trattative individuali tra ogni debitore e creditore ed è quindi politicamente controversa o richiede molto lavoro. Un metodo categorico di riduzione del debito è l'inflazione, che riduce l'onere del debito reale, poiché i debiti sono generalmente denominati nominalmente: se i salari e i prezzi raddoppiano, ma i debiti rimangono gli stessi, il livello del debito diminuisce della metà. L'effetto dell'inflazione è più pronunciato più è elevato il rapporto debito / PIL: con un rapporto del 50%, un anno di inflazione del 10% riduce il rapporto di circa {\ displaystyle 50 \% \ times 10 \% = 5 \%,} 50 \% \ times 10 \% = 5 \%, al 45%, mentre con un rapporto del 300%, un anno di inflazione del 10% riduce il rapporto di circa {\ displaystyle 300 \% \ times 10 \% = 30 \% ,} 300 \% \ times 10 \% = 30 \%, al 270%. In termini di valuta estera, in particolare del debito sovrano, l'inflazione corrisponde alla svalutazione della valuta. L'inflazione si traduce in un trasferimento di ricchezza dai creditori ai debitori, poiché i creditori non vengono rimborsati in termini reali come previsto: su questa base questa soluzione è criticata e considerata politicamente controversa.
Seguendo Hyman Minsky, alcuni sostengono che i debiti assunti al culmine della bolla semplicemente non possono essere rimborsati - il che si basa sul presupposto di un aumento dei prezzi delle attività, piuttosto che di prezzi delle attività stabili: le cosiddette "unità Ponzi". Tali debiti non possono essere rimborsati in un contesto di prezzi stabili, tanto meno in un contesto deflazionistico, e invece devono essere inadempiuti, condonati o ristrutturati.
Nella tradizione keynesiana, alcuni suggeriscono che il calo della domanda aggregata causato dalla caduta del debito privato possa essere compensato, almeno temporaneamente, dalla crescita del debito pubblico - "scambiare debito privato con debito pubblico", o più evocativamente, una bolla del credito pubblico sostituendo la bolla del credito privato. In effetti, alcuni sostengono che questo è il meccanismo attraverso il quale l'economia keynesiana funziona effettivamente in una depressione: lo "stimolo fiscale" si traduce nell'aumento del debito pubblico, con l'aumento quindi della domanda aggregata. Dato il livello di crescita del debito pubblico richiesto, alcuni fautori della deflazione del debito come Steve Keen sono pessimisti riguardo a questi suggerimenti keynesiani.
Considerate le difficoltà politiche percepite nella riduzione del debito e l'inefficienza suggerita di azioni alternative, i fautori della deflazione del debito sono pessimisti riguardo alle soluzioni, si aspettano depressioni estese, forse decennali, o credono che la riduzione del debito privato (e la relativa riduzione del debito pubblico - di fatto il ripudio del debito sovrano) deriverà da un lungo periodo di inflazione.